# Ишимбайская картинная галерея
Ишимбайская картинная галерея — муниципальное учреждение культуры и искусства в городе Ишимбае.

## О галерее
Расположена на первом этаже 3-этажного жилого дома 1950-х гг. Основана предпринимателем Н. В. Зубаревым и художником Р. Р. Кадыровым в 1991 году. Открыта для посетителей 10 июля 1992 года.
С 1994 года получила современное название.
Общая площадь — 149,3 м², экспозиционная — 64 м², фондовая — 28 м². Общее количество единиц хранения — 83, из них живопись- 33, графика – 48, скульптура – 2 (ранее - 32, из которых: живопись — 26, графика — 6).
Из официального сайта ИКГ:

Первые двадцать три произведения живописи и графики  для коллекции были приобретены на средства администрации города Ишимбая. Дальнейшее формирование коллекции производится путём приобретения произведений на  деньги спонсоров и путём дарения авторов своих произведений. Комплектует произведения современных художников Республики Башкортостан, в том числе местных художников. Экспонирует выставки современного изобразительного искусства РБ из собрания БГХМ им. М. В. Нестерова, коллекций других музеев, частных коллекций, персональные и групповые выставки российских и башкирских художников— http://ishimbayartgallery.ru/general-information.html
.
В 2011 году в здании картинной галереи открылась художественная студия школы творческого развития «Эльф».

## О изменениях статуса и названия ИКГ
Приказом Министерства Культуры Республики Башкортостан № 13 «Об открытии филиала Республиканского Художественного Музея им. М. В. Нестерова» от 18.01.1994 г. получило статус филиала Башкирского государственного художественного музея имени М. В. Нестерова,
31.12.2005 — реорганизация в «Государственное учреждение культуры и искусства Ишимбайская картинная галерея»" и вывод из Республиканского Художественного Музея им. М. В. Нестерова.
27.12.2006 — преобразовано в «муниципальное учреждение культуры и искусства Картинная галерея городского поселения город Ишимбай муниципального района Ишимбайский район Республики Башкортостан»
01.01.2007 — изменение названия вместе со статусом города: «Муниципальное учреждение культуры и искусства городского поселения город Ишимбай муниципального района Ишимбайский район Республики Башкортостан».

## Директора ИКГ
- 1991—1994 и по настоящее время — Кадыров Р. Р.;
- 1994—2000 — Газизуллин И. К.;
- 2000—2001 — Юмагузин Х. М.;
- 2002 — Губайдуллина Г. Н.;
- 2004—2011 — Кадырова Е. А.

## Выставки
В собрании галереи — произведения современных художников Башкирии, в том числе и местных художников: В. Я. Бивняева, К. Г. Губайдуллина, Р. Р. Кадырова, Ф. С. Шаймухаметова и других.
В галерее регулярно проводятся персональные выставки художников, входящих в Ассоциацию художников юга Башкортостана.
10 августа 2010 года в галерее состоялось открытие выставки ишимбайского художника Виктора Шарыгина.
13 мая 2011 года в картинной галерее проходила выставка живописи Фаниса Хабибуллина, посвящённая памяти художника. 16 июня 2011 года состоялась выставка современных тольяттинских мастеров «Волжские сезоны в Башкирии». Были представлены 32 работы 13 художников, среди которых Валерий Филиппов, Владимир Ротмистров, Анатолий Алёхин, Евгений Уткин, Алексей Зуев и другие.
11 января 2012 года в картинной галерее проходила выставка мелеузовского художника Ахата Хисамутдинова «Мелодия моей души». В мае 2012 года в галерее состоялась выставка известного уфимского живописца, члена Союза художников России Виктора Домашникова «Грёзы о горнем Мире». В сентябре 2012 года проходила выставка работ художников из Набережных Челнов.
22 февраля 2013 года открылась выставка, организованная в рамках межрегионального проекта «Страна Шурале» и посвящённая 127-летию со дня рождения  татарского поэта Габдуллы Тукая.